# Teksuo
 (avril 2021).
Teksuo est un groupe de metalcore espagnol, originaire de Mieres (Asturies) et formé en 2005.

## Membres

### Actuels
- Yorch - basse[1]
- Constan - batterie et samples[1]
- Samuel - guitare solo[1]
- Rafa - guitare rythmique[1]
- Diego - chant[1]

## Ex membres
- Adrián - basse[1]
- Xuan - guitare solo[1]
- Daniel Larriet - chant[1]

## Discographie
- 2008 - Demo 2008 (Demo)
- 2009 - Jiang Shi (LP)
- 2012 - Threnos (LP)
- 2014 - Diamonds (EP)
- 2015 - A New Way To Bleed (LP)
- 2017 - Nure-Onna (EP)
- 2020 - Endless (LP)